# Ellen Sharples

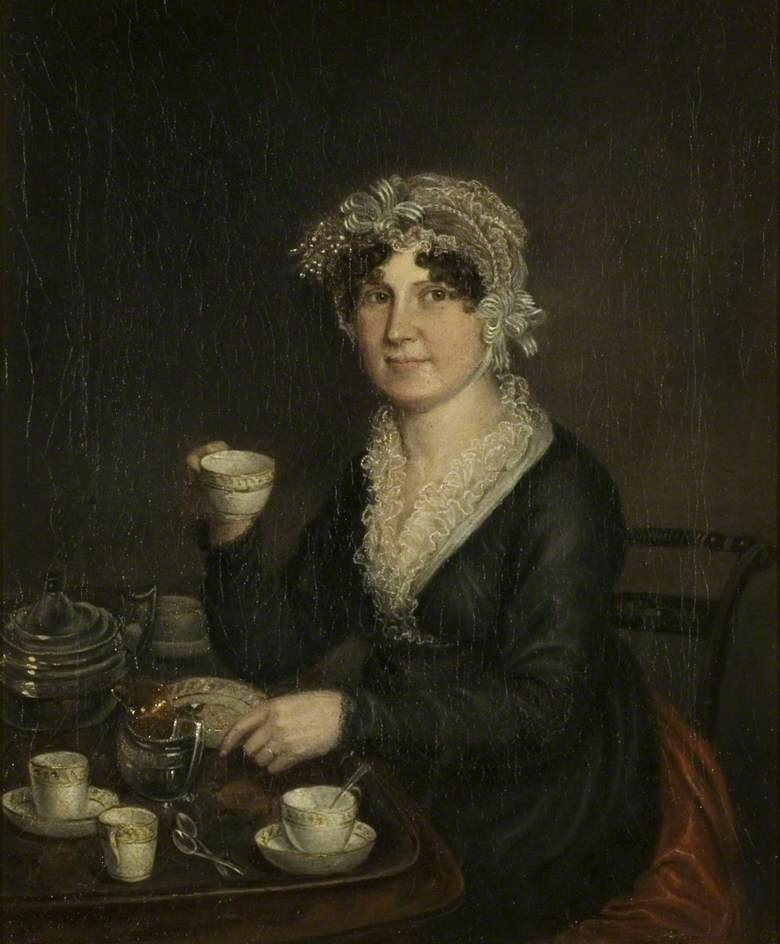
Porträt von Ellen Sharples, gemalt von ihrer Tochter Rolinda Sharples (um 1814, Öl auf Leinwand)

Ellen Wallas Sharples (* 4. März 1769 in Lancaster als Ellen Wallas; † 14. März 1849 in Bristol) war eine britische Porträtmalerin und Kunststickerin.

## Leben
Ellen Wallas wurde 1769 geboren, doch ihr Geburtsort war lange Zeit unklar. Insbesondere kursierte die Angabe Birmingham. Erst 2012 konnte der britische Kunsthistoriker Neil Jeffares auf Basis von Kirchenbüchern feststellen, dass Wallas in Lancaster als Tochter eines Schmiedes zur Welt kam. Ihr Geburtsname wird oftmals als „Wallace“ wiedergegeben. Sie begann wohl ihre künstlerische Laufbahn mit Stickereien, von denen sie einige 1783 bei der Society of Artists of Great Britain ausstellte. In diesem Kontext wird sie als „Embroideress to Her Majesty“, also Königliche Stickerin, betitelt. Später heiratete sie den Porträtmaler James Sharples, für den es bereits die dritte Ehe war. Der genaue Zeitpunkt der Heirat ist unbekannt, wird aber auf das Jahr 1787 geschätzt. Sharples lernte seine Ehefrau auch in der Porträtmalerei an und Ellen kopierte zunächst die Gemälde ihres Ehemannes, dessen Stil sie bald so sehr perfektionierte, dass man ihn kaum von ihren eigenen Gemälden unterscheiden konnte. Später lernte sie auch die gemeinsame Tochter Rolinda Sharples und ihre Stiefsöhne im gleichen Malstil an. Bei Sharples-Werken fällt es daher ohne genauere Quellen schwer, nur anhand des Malstils zu entscheiden, welches Familienmitglied der Urheber eines bestimmten Gemäldes ist. In England fertigte Sharples Bleistiftzeichnungen bekannter britischer Persönlichkeiten an, darunter einiger Militärs wie Edward Hughes.
Weitere Zeichnungen von Sharples zeigen auch amerikanische Persönlichkeiten wie Benjamin Lincoln und Aaron Burr, denn die Familie wanderte 1793 in die jungen Vereinigten Staaten aus. Dort zog die Familie zunächst als wandernde Künstler durch Neuengland, ehe sie sich in Philadelphia niederließen. Dort fertigte sie unter anderem Porträts von George Washington und seiner Ehefrau Martha Washington, von Marie-Joseph Motier, Marquis de La Fayette, und von Alexander Hamilton an. Insgesamt nutzte Sharples in der Malerei sowohl Ölfarben als auch Wasserfarben als auch Kreidestifte. Auch ihre Stickereiarbeiten setzte sie zeitlebens fort; ein gesticktes Porträt von George Washington aus ihrer Hand befindet sich heute im Landsitz Mount Vernon. Von 1797 bis 1801 lebten die Familie in New York City, ehe sie nach England zurückkehrte. Dort stellte Ellen Sharples 1807 in der Royal Academy of Arts aus. 1809 zog die Familie wieder nach New York City, doch nach dem Tod von James Sharples ging Ellen dauerhaft nach England zurück, wo sie sich in Bristol niederließ. Neben ihrer Tochter Rolinda schlug auch ihr Sohn James Sharples Jr. eine Karriere als Künstler ein; beide Kinder starben aber noch zu Ellens Lebzeiten. Die Gründung der Bristol Fine Arts Academy unterstützte sie durch eine große Spende. Nach ihrem Tod 1849 in Bristol vermachte sie auch ihr übriges Vermögen der Fine Arts Academy, die heute unter dem Namen Royal West of England Academy firmiert.